# Heinz Mamat

Heinz Mamat

Heinz Mamat (* 30. März 1930 in Tilsit; † 1. Januar 2017 in Cottbus) war ein deutscher Bildhauer und bildender Künstler.

## Werdegang

Heinz Mamat in seinem Atelier in Cottbus um 1970

Mamat wuchs als jüngstes von sechs Kindern in Tilsit auf. In den Kriegswirren verschlug es ihn und seine Familie nach Bad Doberan, wo er in den Jahren 1948/49 zuerst eine Ausbildung als Bäcker absolvierte. Im Anschluss daran holte er sein Abitur an der Arbeiter-und-Bauern-Fakultät in Greifswald nach, um dann 1952 an der Hochschule für Bildende Künste in Dresden in der Fachrichtung Plastik bei Walter Arnold (Bildhauer und Vorsitzender des Verbandes Bildender Künstler der DDR) seine künstlerische Ausbildung zu beginnen. Dieses Studium schloss er 1957 mit dem Diplom ab und war seitdem freischaffend tätig. Ab 1962 wurde er in Cottbus, dem Hauptort seines künstlerischen Schaffens, heimisch. Später kam noch ein Sommeratelier in Loitz hinzu.

## Künstlerisches Schaffen

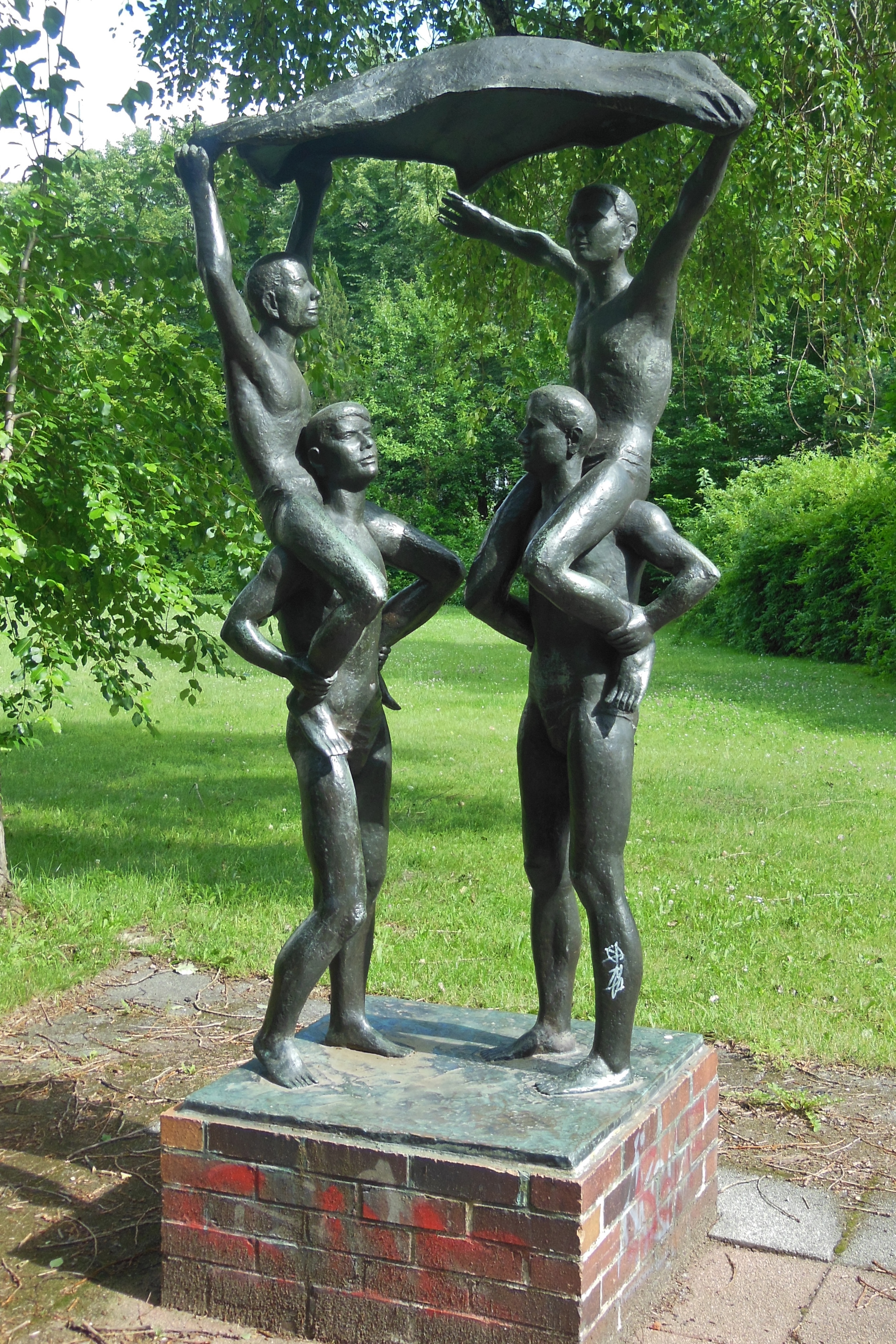
Plastik Huckepack-Jungen von Heinz Mamat in Cottbus

Heinz Mamat hat vielfältig figürlich gearbeitet. Neben Bronze setzte er meist Holz, Granit und Beton für seine Werke ein. Seine Kunstwerke sind hauptsächlich im ehemaligen Bezirk Cottbus zu finden, aber auch in Frankfurt (Oder), Eisenhüttenstadt und Dresden. In seinen letzten Jahren beschäftigte er sich in der Hauptsache mit Holzbildhauerei und Schnitzerei und kehrte damit zu seinen Wurzeln zurück. Er lebte bis zu seinem Tod zurückgezogen im Cottbuser Stadtteil Schmellwitz und wurde neben seiner Frau Irene auf dem Cottbuser Nordfriedhof begraben; die Grabplastik schuf er für sich und seine Frau selbst.

## Ehrungen
- 1979: Carl-Blechen-Preis

## Darstellung Mamats in der bildenden Kunst der DDR
- Günther Friedrich: Der Bildhauer Heinz Mamat im Garten (Öl, 75 × 90 cm, 1971)[1]

## Werke (Auswahl)
- Das lesende Mädchen (Dresden, Nürnberger Platz)
- Reitende Knaben (1979, ab 1984 im Brunschwigpark in Cottbus)[2]
- Stadtidyll (Cottbus, Park des Carl-Thiem-Klinikums)
- Ehrenhain für die Opfer des Faschismus und Militarismus (1979, Cottbus, Puschkinpromenade)
- Relief (Cottbus, Spremberger Turm)
- Das sitzende Mädchen (1966, Hoyerswerda, Kinderbaumpark Zeißig)[3]
- Apfelpflücker (Frankfurt (Oder), Lennépark hinter der Wollenweberstr. 5)[4]
- Stürzender (Spremberg, Heldenehrenmal)
- Sorbenmädchen (1968, Lübben (Spreewald), Vorgarten des Gasthofs Haus Burglehn)[5]
- Lebensbaum, 1970, Adolph-Diesterweg-Schule in Trattendorf[6]
- Ernst-Thälmann-Denkmal (Schwarze Pumpe) (1979)

## Teilnahme an Ausstellungen in der DDR
- 1962 bis 1988: Dresden, Fünfte und VI. Deutsche Kunstausstellung und VII. und X. Kunstausstellung der DDR
- 1969 bis 1984: Cottbus, fünf Bezirkskunstausstellungen
- 1969: Leipzig („Kunst und Sport“)
- 1971: Berlin, Altes Museum („Das Antlitz der Arbeiterklasse in der bildenden Kunst der DDR“)
- 1976: Karl-Marx-Stadt, Städtische Museen („Jugend und Jugendobjekte im Sozialismus“)
- 1981: Dresden („25 Jahre NVA“)
- 1982: Berlin, Treptower Park (Plastik und Blumen)
- 1986: Cottbus, Staatliche Kunstsammlungen („Bekenntnis und Tat“)